# Julio César Britos
Julio César Britos Vázquez (né le 18 mai 1926 et mort le 27 mars 1998) est un footballeur uruguayen. Il jouait attaquant.

## Biographie
Il a fait partie de l'équipe d'Uruguay, vainqueur de la Coupe du monde de football de 1950, mais n'a joué aucun match du tournoi. Il a au total compté 12 sélections et marqué 6 buts pour l'équipe nationale.